# Держава Кадамба
Держава Кадамба (ಕದಂಬರು; 345—540 роки) — держава у південній Індії зі столицею в Халсі (сучасне Банавасі), яка прийшла на зміну державі Паллавів. Керувалася правителями з титулром дхармамагараджа. Була знищена імперією Чалук'я.

## Історія
Засновником держави виступив брахман на ім'я Маюрашарман, який за деякими відомостями походив з племені кадамбів. За іншою версією — Кадамба є назвою якоїсь місцини. Спочатку Маюрашарман та його наступники були васалами Паллавів й мали невеличке князівство. Їм було доручено захищати кордони від Вакатаків. Втім війни були здебільшого невдалими. Лише після занепаду останніх у Кадамбів з'явилася можливість розширювати володіння на північ.
Першим визначним володарем цієї династії став Какуштха-варман, який у 430-х роках зумів суттєво розширити свої володіння. Ймовірно в цей час прийнято титул дхармамахараджа, яке перейнято від Сатаваханів. Втім найбільшого успіху досяг Раві-варман, який переніс столицю до Халсі, завдав остаточного удару по Вакатакам, переміг війська Гангів та Паллавів. В результаті держава розширилася до річки Нармада (на північ) й охоплювала територію сучасного Карнатака.
Після смерті останнього у 519 році внаслідок боротьби за трон Кадамби підупали. Цією обставиною скористалися Чалук'ї, чиї правителі Пулакешин I та Пулакешин II завдали поразки Камамбам, з півдня атакували Ганги, які захопили південну частину держави. У 540 році державу Кадамба було знищено.
Деякі гілки династії правили в окремих частинах південного Індостану до кінця XIII ст., перебуваючи у васалах Західних Чалук'їв, Чола, Хойсалів.

## Адміністрація
В державному устрої наслідували Сатаваханам й Вакатакам. Адміністративний устрій поділявся на мандали (провінції), які складалися з вішаясів (районів)
Разом з тим за Кадамбів державна служба набула чіткості та стрункості. найважливішими були посади прадхана (першого міністра), маневергада (намісника держави), від'яврідхасів (старійшин), сарвакар'якарта (головний секретар).

## Культура
Кадамби стали першими володарями за яких мова каннада стал другою офіційною (поряд із санскритом). Двір Кадамбів залучав численних поетів, художників, скульпторів, які здебільшого творили в релігійному напрямку.

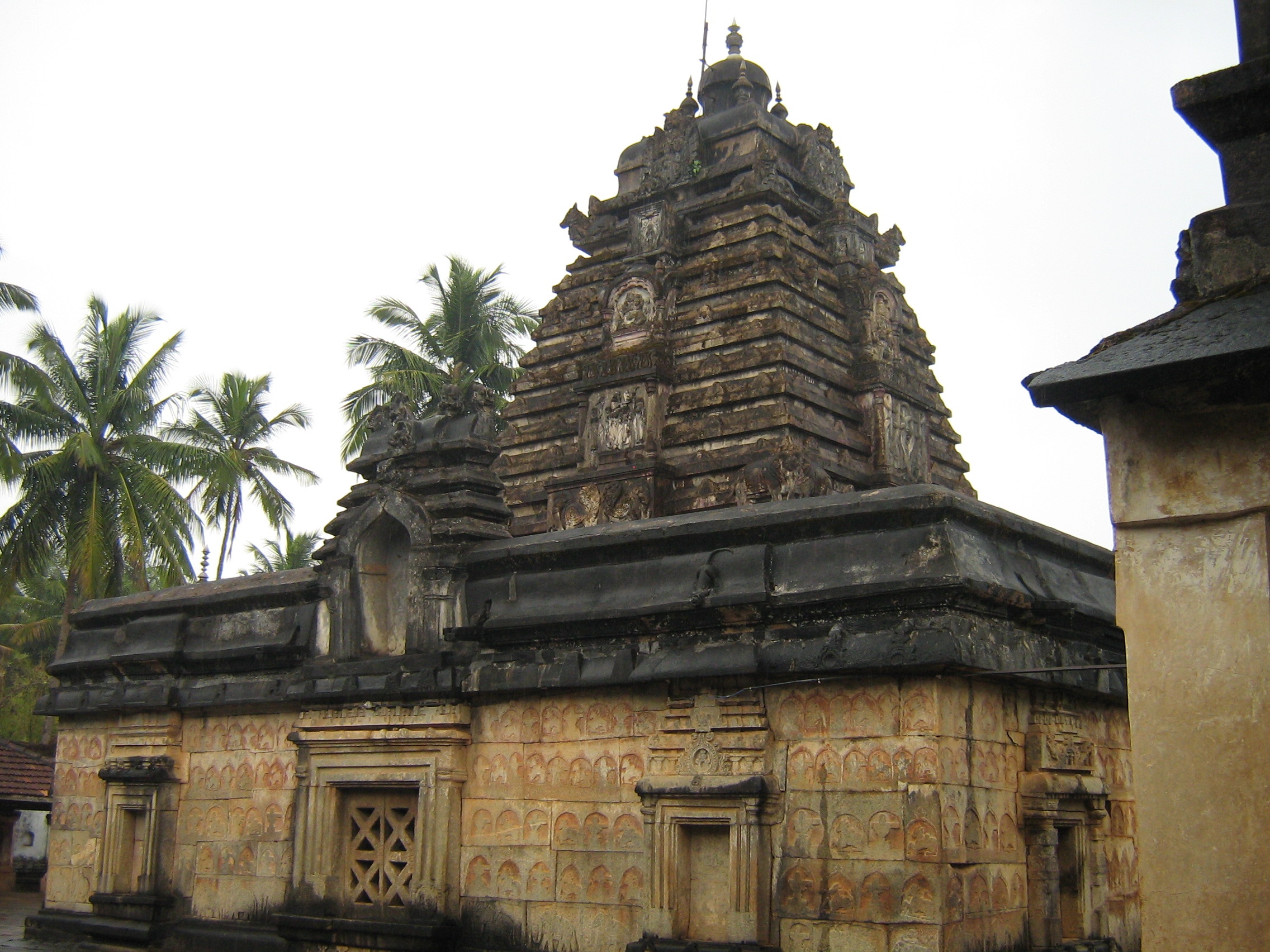
храм Мадхукешвара

 Вони багато уваги приділяли розбудові храмів. При цьому покровительствували індуїзму та джайнізму. Архітектурний стиль часів Кадамбів знаходився під впливом Паллавів. Особливістю є наявність шікари (піраміди, що східчасто збільшується, без особливих прикрас, лише на самому верху). Яскравим представником цього є храм Мадхукешвара. Стиль Кадамби в свою чергу вплинув на пізніші архітектури Чалук'я та Хойсалів.